# Якоб Йорданс

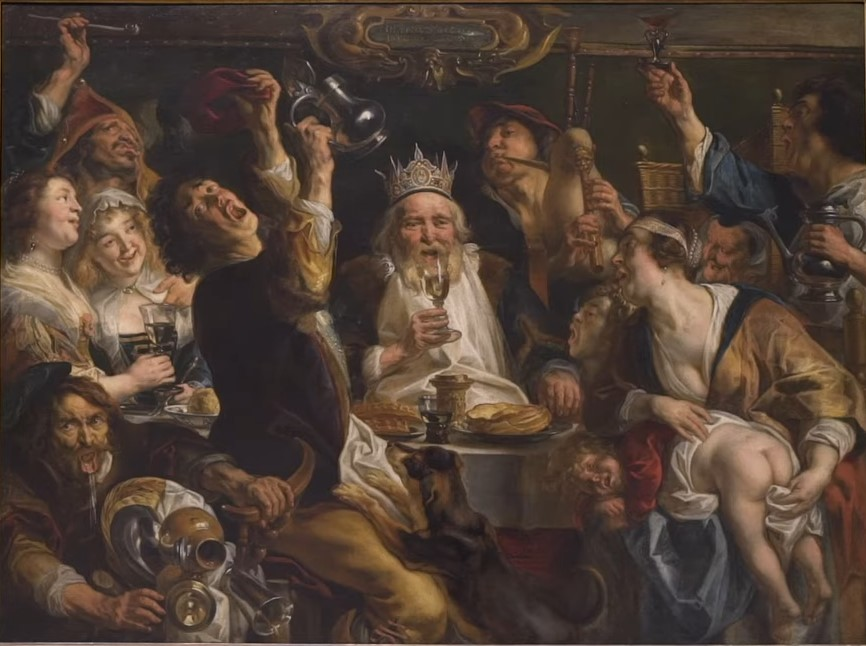
Якоб Йорданс. Король Гулянки (1640)

Якоб Йорданс (нід. Jacob Jordaens; 19 травня 1593, Антверпен — 18 жовтня 1678, там же) — фламандський художник, один з видатних представників фламандського бароко.

## Біографія

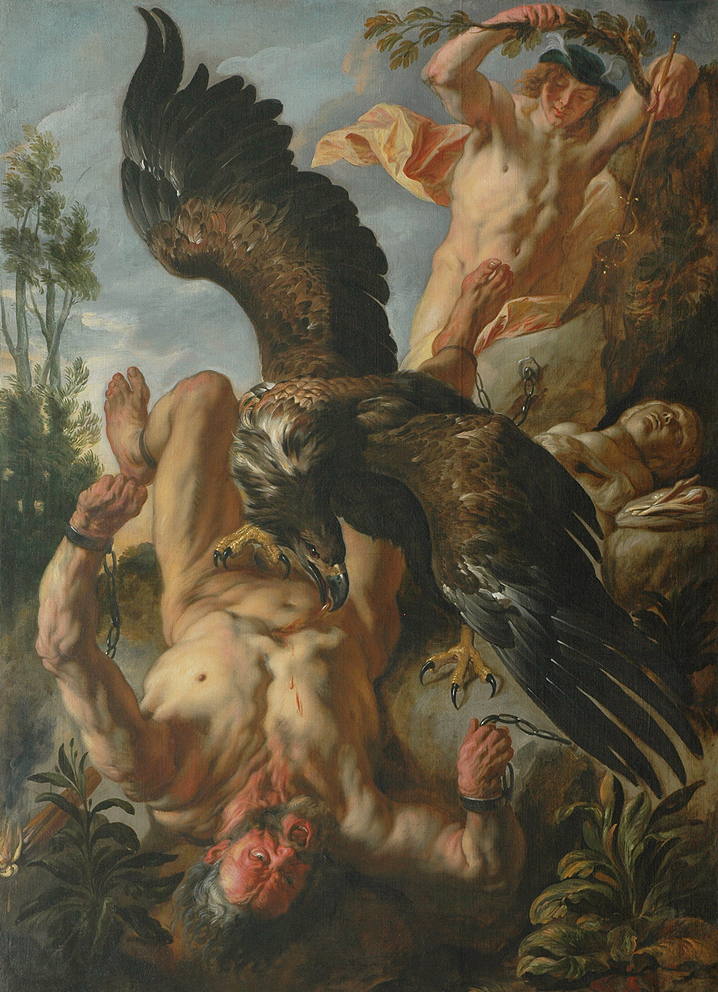
Якоб Йорданс. Прометей (1640)

Син торговця одягом, з 1607 року навчався в Антверпені у А. Ван Норта, з дочкою котрого одружився. З 1615 року майстер гільдії св. Луки, з 1621 року — декан гільдії. Випробував вплив Караваджо, Рубенса, Янсенса. Очолював мальовничу майстерню. У 1650 році перейшов у кальвінізм, але продовжував виконувати замовлення для католицьких церков і монастирів. Писав картини на релігійні, міфологічні, історичні сюжети, портрети й побутові сцени, майстер монументальних розписів, акварелей.

## Творчість
У творчості Йорданса ґрунтовний початок фламандського мистецтва виражено із привабливою, часом грубуватою, почуттєвою силою. Художник не бував в Італії й, може бути, тому не прагнув пристосовуватися до італійських зразків. Повнота оптимістичного світовідчування зближує Йорданса з Рубенсом, але на відміну від останнього він не мав таку силу художнього узагальнення й героїзації образів, настільки невичерпною фантазією. Навіть релігійні й міфологічні сюжети трактуються ним у жанровому плані, його персонажі, наділені фізичним і моральним здоров'ям, як правило, написані з натури. У мистецтві Йорданса святкова видовищність з'єднується з відтінком прозаїчної виставковості.

### Ранній період
У ранній творчості, відзначеній впливом Караваджо переважають нічні сцени, штучне світло, що ліпить міцно модельовані об'єми, щільна манера живопису. Перша датована робота «Поклоніння Волхвів», 1616; «Відвідування Богоматері батьками Іоанна Хрестителя», близько 1616; «Поклоніння пастухів», 1618; «Чотири євангелісти», 1617—1618.
Індивідуальність молодого майстра проявляється в особливому типі великомасштабної композиції. Нечисленні, але представлені в натуральну величину фігури висунуті на передній план і заповнюють всю поверхню картини, позбавленої просторової глибини; обраний художником низький обрій підсилює враження важкості тіл і предметів. Ці прийоми, можливо, були пов'язані з активною роботою Йорданса над картонами для шпалер з їхніми законами побудови композиції й простори. У картинах на міфологічні сюжети представлені такі ж повнокровні типи («Виховання Юпітера», Художні збори, Кассель; «Жертвопринесення Церере», Прадо; «Мелеагр і Аталанта», Лувр).
Йорданс любив зображувати бюргерські сім'ї, то безтурботно бенкетуючі за святковим столом, то зібравшихся разом для сімейного концерту. Серед улюблених сюжетів — свято «бобового короля», що святкують у день поклоніння волхвів дитині Христу.
У картині «Бобовий король» (біля. 1638) панує дух розгнузданих веселощів, красномовний та яскравий кожен персонаж; уникаючи різких світлотіньових контрастів, майстер під впливом Рубенса звертається до більш м'якої гарячої колірної гами з безліччю відтінків від золотаво-рожевого до золотаво-коричневого. Повна грубуватого гумору побутова сцена здобуває риси монументальної значущості. У портретах Йорданс не ставив своєю метою створити глибокі психологічні образи. Деякі з них близькі до його картин («Сімейний портрет», близько 1615), більше парадні портрети родини художника (1622—1624, Прадо).

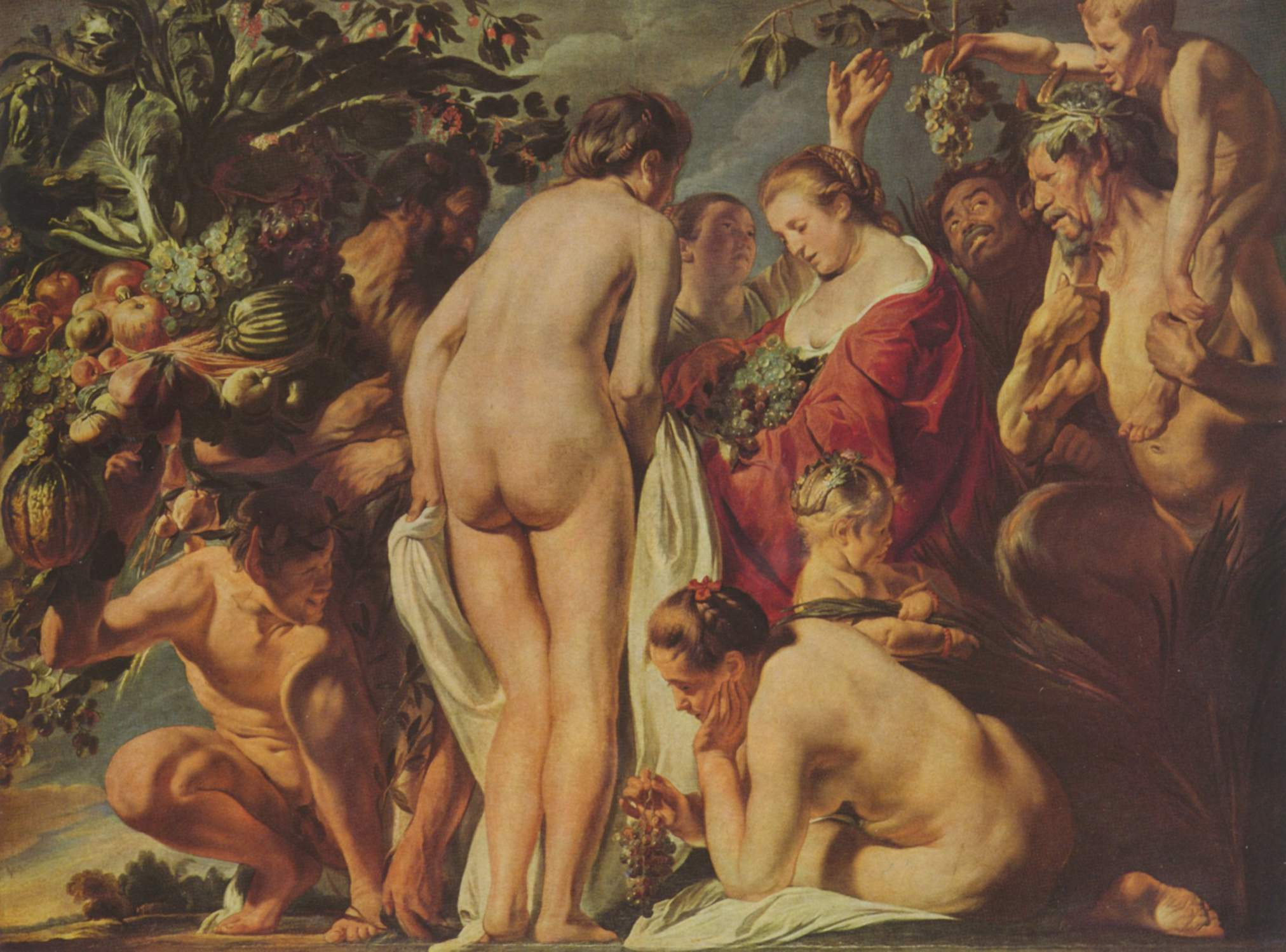
Якоб Йорданс. Алегорія достатку Землі (1622)

### Пізній період
Виконуючи в 1630-х рр. в Антверпені разом з Рубенсом декоративні роботи, а потім після смерті Рубенса отримавши славу першого живописця Фландрії, Йорданс переживає творчий перелом. Грандіозний обсяг робіт, що включав декоративно-алегоричні цикли й розписи, у тому числі замовлення, що виходили від королівських дворів Європи (Голландії, Англії, Швеції), більші, виконані між 1635-45 серії картонів для шпалер, присвячені Одісею, Олександру Македонському, Карлу Великому й здійснені при активній участі майстерні, — все це поступово привело до втрати Йордансом творчої самобутності, проходженню чисто зовнішнім декоративним завданням. Одна з найпомпезніших робіт такого роду — цикл декоративно-алегоричних композицій 1648-53 за замовленням голландського штатгальтера для його літньої резиденції Хейс-Тен-Боск («Будиночок у лісі») виконаний Йордансом разом з Г. ван Тульденом.